# Viborg Stift
Viborg Stift er et dansk stift. Viborg Domkirke i Viborg fungerer som sæde for stiftets biskop.

## Provstier
Viborg Stift omfatter efter omlægningen i 2007 følgende provstier:
- Viborg Domprovsti
- Viborg Østre Provsti
- Herning Nordre Provsti
- Herning Søndre Provsti
- Holstebro Provsti
- Ikast-Brande Provsti
- Lemvig Provsti
- Salling Provsti
- Skive Provsti
- Struer Provsti
- Vesthimmerlands Provsti

### Tidligere provstier
- Aulum Provsti
- Bjerringbro-Hvorslev-Tjele Provsti
- Herning Provsti
- Ikast Provsti
- Skive-Fjends Provsti
- Sydvesthimmerlands Provsti

## Biskopper
Denne liste er ufuldstændig; hjælp gerne med at udfylde den.
- 1060-    :  Heribert
- -1133:  Eskil. Dræbt i Asmild Kirke 20. oktober 1132.
- 1133-1153:  Svend Svendsen.
- 1153-1191:  Niels
- 1191-1208:  Asger
- 1208-1220:  Asgot
- 1220-1222:  Thorsten
- 1222-1251: Gunner (1152-1251), medforfatter til Jyske Lov
- 1251-1267:  Niels II
- 1267-1286:  Peder(flere modbiskopper)
- 1286-1297:  Laurentius
- 1298-1323:  Peder II
- 1323-1330:  Tyge
- 1338-1343:  Simon
- 1345-1367:  Peder III
- 1367-1396: Jacob Moltke
- 1396-1429: Lave Glob
- 1429-1437:  Herman Rynkeby
- 1438-1451:  Thorlaug
- 1452-1478: Knud Mikkelsen
- 1478-1498: Niels Glob
- 1498-1508:  Niels Friis
- 1509-1520:  Erik Kaas
- 1521-1536: Jørgen Friis
- 1537-1549:  Jakob Skøning
- 1549-1571: Kjeld Juel
- 1571-1595: Peder Thøgersen (1532-1595), svoger til biskop Kjeld Juel
- 1595-1616:  Niels Lauridsen Arctander
- 1617-1641: Hans Iversen Wandal (1579-1641)
- 1642-1642:  Wichmand Hasebard
- 1642-1658:  Frands Rosenberg
- 1659-1661:  Hans Bartskær
- 1661-1673: Peder Villadsen (1610-1673), dattersøn af biskop Peder Thøgersen
- 1673-1693: Søren Glud (1621-1693)
- 1693-1700: Henrik Gerner (1629-1700)
- 1700-1713: Bartholomæus Deichman (1671-1731), var 1713-1730 norsk biskop over Christiania Stift
- 1713-1720: Caspar Wildhagen (1664-1720)
- 1720-1725: Søren Lintrup (1669-1731)
- 1725-1735: Johannes Trellund (1669-1735)
- 1735-1770: Andreas Wøldike (1687-1770)
- 1770-1780: Christian Michael Rottbøll (1729-1780)
- 1781-1805: Peder Tetens (1728-1805)
- 1805-1830: Jens Bloch (1761-1830), var 1804-1805 norsk biskop over Christiansands Stift
- 1830-1854: Nicolaj Esmark Øllgaard (1775-1863)
- 1854-1878: Otto Laub (1805-1882)
- 1878-1901: Jørgen Swane (1821-1903)
- 1901-1921: Alfred Sveistrup Poulsen (1854-1921)
- 1921-1936: Johannes Gøtzsche (1866-1938)
- 1936-1951: Axel Malmstrøm (1888-1951)
- 1951-1968: Christian Baun (1898-1972)
- 1968-1985: Johannes W. Jacobsen (1915-2003)
- 1985-1996: Georg S. Geil (1930-1996)
- 1996-2014: Karsten Nissen (født 1946)
- 2014:      Henrik Stubkjær (født 1961)

## Stiftamtmænd
- 1723–1730: Iver Rosenkrantz
- 1730–1744: Christian Güldencrone
- 1744–1746: Vilhelm Güldencrone
- 1746–1754: Johan Albrecht With
- 1760–1762: Christian Rantzau
- 1780–1789: Frederik Hauch
- 1813-1820: Emanuel Blom
- 1841-1866: Lucas baron de Bretton
- 1866–1879: Gottlob Emil Georg Frederik baron Rosenkrantz
- 1911-1921: Howard Grøn
- 1931-1947: Sophus Buchwald
- 1952-1969: Egede Larsen
- 1970-1981: Florian Martensen-Larsen
- 1981-1988: Jørgen Hansen Koch
- 1995-2004: Bent Klinte